# Corno del Renon
Le Corno del Renon (en allemand : Rittner Horn) est une montagne qui s’élève à 2 260 m d’altitude dans les Alpes de Sarntal, en Italie.